# Åkrestrømmen
Land (P17) saknas i Q13406268.
Åkrestrømmen är en ort i Rendalens kommun i Innlandet fylke i östra Norge. Orten ligger där fylkesväg 30 möter fylkesväg 217, där ån Mistra rinner ut i älven Rena, norr om sjön Storsjøen.
Tidigare har orten tillhört dåvarande Ytre Rendals kommun.